# Jennifer Nicole Freeman
Jennifer Nicole Freeman (Los Angeles, 20 de outubro de 1985) é uma atriz norte-americana, mais conhecida por interpretar Claire Kyle na série de televisão Eu, a Patroa e as Crianças.

## Carreira
Aos nove anos de idade, Jennifer Nicole Freeman foi descoberta por um agente que a viu na fila do caixa de um supermercado. Logo depois, ela começou a trabalhar como modelo e a fazer comerciais para a televisão. Quando sua família mudou para a Califórnia, Freeman manteve o contato com seu agente. Mais tarde, a família voltou para a área de Los Angeles para dar apoio ao sonho de Jennifer, que queria se tornar atriz.
Seus trabalhos para a televisão incluem 7th Heaven, Lizzie McGuire, Even Stevens, Disney Movie Surfers, na minissérie The '70s e também apareceu de relance em um episodio de The O.C.no 2º episódio da 3º temporada como uma estudante. Também atuou no filme independente The Visit. No teatro, fez trabalhos como The Wiz, uma produção levada aos palcos em Los Angeles, na qual fez o papel de Dorothy, e na peça The Gift.
Em maio de 2009, Jennifer se casou com o jogador na NBA Earl Watson, e a primeira filha do casal, Isabella, nasceu em 6 de outubro daquele ano.

## Filmografia
- 7th Heaven
- You Got Served
- Lizzie McGuire
- Even Stevens
- Disney Movie Surfers
- My Wife and Kids
- Johnson Family Vacation
- The 70's
- The O.C
- The Visit

## Teatro
- The Wiz
- The Gift